# Кинг-Конг
Кинг-Конг (англ. King Kong) — вымышленный гигантский монстр, или кайдзю, напоминающий гориллу, который появлялся в различных СМИ с 1933 года. Названный Королём зверей с момента своего создания, со временем он также получил титул Восьмого чуда света, широко признанное выражение в рамках франшизы. Его первое появление было в одноименной новелизации Делоса Лавлейса Уилера фильма 1933 года «Кинг-Конг» от RKO Pictures, премьера которого состоялась чуть более двух месяцев спустя.
В том же году вышло продолжение «Сын Конга» с участием сына Конга. Toho сняла фильмы «Кинг-Конг против Годзиллы» с гигантским Конгом, сражающимся с Годзиллой, и «Побег Кинг-Конга», фильм, основанный на «Шоу Кинг-Конга» Rankin/Bass. В 1976 году Дино Де Лаурентис выпустил современный ремейк оригинального фильма режиссёра Джона Гиллермина. Спустя десять лет вышло продолжение «Кинг-Конг жив» с участием самки Конга. Ещё один ремейк оригинала, на этот раз в 1933 году, был выпущен в 2005 году режиссёром Питером Джексоном.
«Конг: Остров черепа», действие которого происходит в 1973 году, является частью франшизы Warner Bros. Pictures и Legendary Entertainment MonsterVerse, которая началась с перезапуска Годзиллы в 2014 году. Продолжение «Годзилла против Конга», в котором персонажи снова противостоят друг другу, вышло в 2021 году.
Персонаж стал одной из самых известных в мире икон кино, вдохновив на ряд продолжений, ремейков, спин-оффов, подражателей, пародий, мультфильмов, книг, комиксов, видеоигр, аттракционов в тематических парках и сценических спектаклей. Кинг-Конг также перешёл в другие франшизы, такие как «Планета обезьян», и столкнулся с персонажами из других франшиз в кроссоверах, такими как монстр из фильмов Toho Годзилла, персонажи Док Сэвидж и Тарзан, а также Лига Справедливости(в комиксе будет версия Конга, который стал Зелёным Фонарём). Его роль в различных повествованиях варьируется, от вопиющего монстра до трагичного антигероя.

## Фильмография
- «Кинг-Конг» (1933) — оригинальный фильм режиссёров Мериана Купера и Эрнеста Шодсака.
- «Сын Конга» (1933) — продолжение оригинального фильма, режиссёр — Эрнест Шодсак.
- «Кинг-Конг против Годзиллы» (1962) — фильм японской киностудии «Тохо». Первый цветной фильм с участием обоих титульных персонажей. Кинг-Конг здесь намного крупнее, чем в оригинальном фильме.
- «Побег Кинг-Конга» (1967) — ещё один фильм студии «Тохо», сюжетно связанный с мультсериалом 1966—1969 годов (см. ниже).
- «Кинг-Конг» (1976) — перезапуск франшизы, режиссёр — Джон Гиллермин. Сюжет картины существенно отличается от сюжета оригинального фильма.
- «Кинг-Конг жив» (1986) — продолжение фильма Дж. Гиллермина 1976 года, снятое им же.
- «Кинг-Конг» (2005) — ремейк оригинального фильма от режиссёра Питера Джексона.
- «Конг: Остров черепа» (2017) — фильм от студии Warner и кинокомпании Legendary входит в киновселенную MonsterVerse.
- «Годзилла 2: Король монстров» (2019) — в фильме, входящим в MonsterVerse, показан видеоматериал с Конгом, несколько раз упоминался Остров Черепа, но сам Конг не принимал участия в сюжете фильма.
- «Годзилла против Конга» (2021) — фильм MonsterVerse, где Конг противостоит Годзилле, но после объединяется с ним против Мехагодзиллы.
- «Годзилла и Конг: Новая империя» (2024) — сиквел фильма «Годзилла против Конга».
- «Годзилла и Конг: Сверхновая» (2027) — триквел фильма «Годзилла против Конга».

### Анимация
- Кинг-Конг (1966—1969) — японско-американско-канадский аниме сериал;
- Кинг-Конг (1998) — американский мультфильм;
- Конг: Анимационный сериал (2001—2006) — американский мультсериал;
- Конг: Король Атлантиды (2005) — американский мультфильм;
- Конг: Король обезьян (2016) — американский мультсериал.
- «Остров черепа[англ.]» (2023) — американский мультсериал, входящий в MonsterVerse.

## Видеоигры
- Peter Jackson’s King Kong: The Official Game of the Movie (2005)

## Происхождение имени
Друг Мериана Купера Дуглас Барден побывал на острове Комодо и написал об этом книгу, в которой обитающие на острове гигантские вараны названы «королями Комодо» (англ. King of Komodo). Под влиянием этой книги Куперу пришла в голову мысль о том, что было бы интересно поймать в Конго настоящую гориллу и заставить её сразиться с комодским вараном (позже идея трансформировалась в сражение Кинг-Конга с тираннозавром на острове Черепа). Кроме того, Куперу (как и Джорджу Истмену) всегда нравилось, как звучат слова на букву «К».